# Kleiner Samoa-Flughund
Der Kleine Samoa-Flughund (Pteropus allenorum) ist eine ausgestorbene Flughundart, die auf Samoa endemisch war. Der Holotyp wurde 1856 von Henry Clay Caldwell von der Marine auf der samoanischen Insel Upolu gesammelt und gelangte in den Besitz von William S. W. Ruschenberger, einem Marinechirurgen und Naturforscher, der zu verschiedenen Zeiten Präsident des College of Physicians of Philadelphia und der Academy of Natural Sciences (ANSP) in Philadelphia war. 1857 stiftete er das Exemplar der Akademie, wo es 2006 vom Ehepaar Kristofer und Lauren Helgen von der Smithsonian Institution als neue Art identifiziert und 2009 wissenschaftlich beschrieben wurde. Das Artepitheton bezieht sich auf Harrison  Allen (1841–1897), einem Zoologen, Anthropologen und Arzt, der Ende des 19. Jahrhunderts einen Großteil der Fledermaus-Sammlung der Academy of Natural Sciences zusammengetragen hatte und auf Allen Drew, einem Mitarbeiter der ANSP.

## Merkmale
Das in einem Alkoholglas konservierte Typusexemplar ist fragmentiert und repräsentiert wahrscheinlich ein juveniles Tier mit einer Unterarmlänge von 116 mm. Die geschätzte Flügelspannweite betrug mindestens zwei Fuß und das Gewicht etwa 250 g. Der Erhaltungszustand des Exemplars ist sehr schlecht und die ursprünglichen Farben lassen sich nur erahnen. Der Kopf war wahrscheinlich braun mit einer rotbraunen Tönung, der Mantel goldbraun, der Rücken dunkelbraun und die Gliedmaßen und Flughäute lebhaft braun. Die Backenzähne sind sehr klein, wobei der dritte Prämolar größer als der vierte und der wiederum kleiner als der erste Molar ist. Die Eck- und Schneidezähne sind verhältnismäßig groß. Die Schnauze ist mäßig gestreckt und der Unterkiefer ist relativ grazil.

## Lebensraum und Lebensweise
Über Lebensraum und Lebensweise ist nichts bekannt. Der grazile Kiefer lässt den Schluss zu, dass die Nahrung Nektar umfasste und dass die Art zu den Hauptbestäubern zählte.

## Status
Die IUCN listet die Art seit 2020 als „ausgestorben“ (extinct).